# Al Qal'a i Beni Hammad
Al Qal'a i Beni Hammad, "Beni Hammads citadel" (nogle gange Qalaat Beni Hammad), var Hammadid-emirenes første hovedstad. Byen ligger i bjergene, ca. 1.000 moh., og blev grundlagt i 1007 af emir Hammad ibn Buluggin. Byen blev ødelagt i 1152, og i dag er der kun ruiner tilbage. Rundt om byen ligger en 7 km stor ring af forsvarsmure. I området findes også ruinerne af en stor moské og dens minaret, samt nogle paladser. Minareten er 25 meter høj, og kan have været prototypen på den tredelte minaret.
Området giver et godt indtryk af Hammadid-kulturen, og blev derfor et af de tidligste verdensarvsteder. Opførelsen på UNESCOs verdensarvsliste skete i 1980, med den begrundelse at Beni Hammads Al-Qal'a giver et autentisk billede af hvordan en islamisk fæstningsby så ud (begrundelsen lyder på engelsk «an authentic picture of a fortified Muslim city»).